# Quintus Servilius Caepio
Quintus Servilius Caepio byl římským státníkem a vojevůdcem, konzulem v roce 106 př. n. l. a prokonzulem Předalpské Galie v roce 105 př. n. l. Byl otcem Quinta Servilia mladšího a dědečkem Servilie, matky Decima Iunia Bruta Albina.

## Konzulát a bitva u Arausia
Během svého konzulátu v roce 106 př. n. l. prosadil s pomocí slavného řečníka Lucia Licinia Crassa kontroverzní zákon, jímž měli být porotci znovu vybíráni ze senátorů místo z příslušníků jezdeckého stavu. Zdá se však, že tento zákon byl zrušen zákonem Gaia Servilia Glaucii v letech 104 nebo 101 př. n. l.
Po uplynutí konzulátu byl přidělen do Galie, kde dobyl město Tolosu, dnešní Toulouse. Zde nalezl asi 50 tisíc zlatých a 10 tisíc stříbrných ingotů, které Skordiskové při galské invazi na Balkán v roce 279 př. n. l. podle legendy ukradli z chrámu v Delfách. Poklad z Tolosy byl vypraven na cestu zpět do Říma, ale podařilo se dopravit pouze stříbro, zlato bylo ukradeno skupinou lupičů, o nichž se říkalo, že si je najal sám Caepio. Zlato z Tolosy nebylo nikdy nalezeno.
Během migrace kmene Kimbrů na jih byla Caepionovi v roce 105 př. n. l. přidělena armáda, aby tyto migrující kmeny porazil. Tímto úkolem byl však současně pověřen i druhý konzul Gnaeus Mallius Maximus, který byl jen homo novus. Caepio s ním a jeho armádou proto odmítl spolupracovat. Dokonce odmítl vybudovat s Maximem společný vojenský tábor, což ve svém důsledku posléze vyústilo v katastrofální porážku římských vojsk v bitvě u Arausia a  ve smrt 60 až 80 tisíc římských legionářů.

## Vyhnanství
Po svém návratu do Říma byl Caepio rozhodnutím lidového shromáždění zbaven prokonzulského impéria.  Zákon, který navrhl tribun lidu Lucius Cassius Longinus, zbavoval jakoukoliv osobu křesla v senátu, pokud jí senát zrušil impérium. Na základě tohoto zákona byl Caepio svého křesla v senátu zbaven. Poté byl souzen za krádež zlata z Tolosy, ale díky vlivu mnoha senátorů v soudní porotě byl osvobozen.
Následně byl obžalován pro “ztrátu své armády” dvěma tribuny lidu, Gaiem Norbanem a Luciem Appuleiem Saturninem. Přestože ho hájil řečník Lucius Licinius Crassus, soud uznal Caepiona vinným a udělil mu nejvyšší přípustný trest: byl zbaven římského občanství, do vzdálenosti osmi set mil od Říma měl kdokoliv zákaz mu poskytnout přístřeší nebo jídlo, byla mu uložena pokuta ve výši 15 000 talentů zlata a zakázáno vidět nebo mluvit se svými přáteli nebo rodinou dokud neodejde do vyhnanství. Obrovská pokuta – která výrazně překročila částku v římské státní pokladně – nebyla nikdy zaplacena.
O jeho konci existují dvě verze: podle jedné zemřel Caepio ve vězení a jeho tělo potlučené katem bylo vystaveno na Gemónských schodech, nicméně podle obvykle přijímanější verze opustil Řím a zbytek svého života strávil v exilu v maloasijské Smyrně.